# Agusta A.115
Agusta A.115 (registration I-AGUC) là một mẫu máy bay trực thăng thử nghiệm của Ý vào năm 1961. Bản chất nó là một chiếc Bell 47J-3 với một cái đuôi (xà dọc) trần gồm nhiều trụ hình ống, trang bị động cơ trục tuabin Turboméca Astazou II. Chưa có một chiếc nào được bán trên thị trường.

## Thông số kỹ thuật

### Đặc điểm riêng
- Phi đoàn: 1 người
- Sức chứa: 3 hành khách hoặc ba cái cáng và một nhân viên y tế
- Chiều dài: 9.91 m (32 ft 6 in)
- Chiều cao: 2.94 m (9 ft 8 in)
- Trọng lượng rỗng: 730 kg (1,609 lb)
- Trọng lượng cất cánh khi chở tối đa: 1350 kg (2,976 lb)
- Động cơ: 1 × Turbomeca Astazou II tuabin trục, 360 kW (480 hp)
- Đường kính rotor chính: 11.33 m (37 ft 2 in)
- Diện tích rotor chính: 101 m2 (1,090 sq ft)

### Hiệu suất bay
- Tốc độ tối đa: 170 km/h (110 mph; 92 kn)
- Tốc độ chuyên chở: 150 km/h (93 mph; 81 kn)
- Tầm bay: 260 km (162 mi; 140 nmi)
- Trần bay: 4,750 m (15,584 ft)